# جشن جهانی نوروز
جشن جهانی نوروز نام جشنی است که در آن، سران کشورهایی که نوروز را جشن می‌گیرند گردهم می‌آیند و این آیین باستانی را گرامی می‌دارند. این جشن برای اولین بار در ایران باستان ابداع شد که جنوب غربی آسیا، آسیای میانه، قفقاز، شبه قاره هند و بالکان را در بر می‌گرفت. این گرامیداشت در روزهای نوروز انجام می‌شود و کشورهای صاحب نوروز -بیشتر کشورهای جنوب غربی آسیا، آسیای میانه، قفقاز، شبه قاره هند و بالکان- در آن شرکت می‌کنند و هر ساله یکی از این کشورها میزبان جشن جهانی نوروز است.

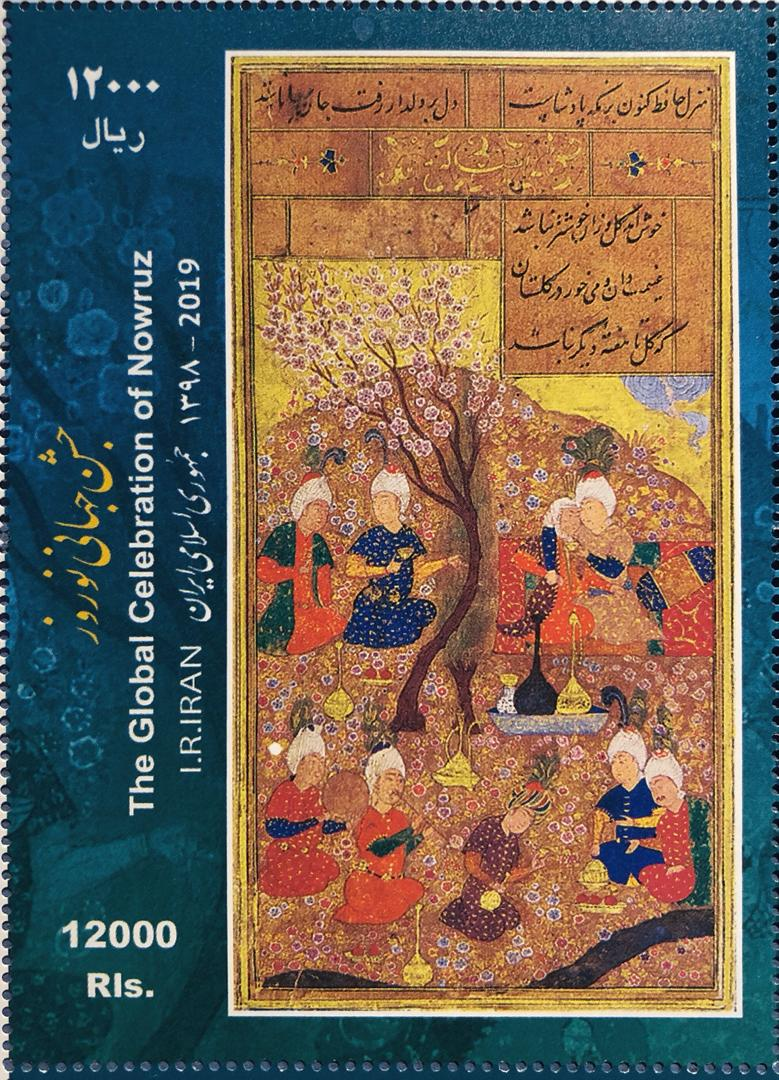
تمبر جشن جهانی نوروز ۱۳۹۸ خورشیدی

## تاریخچه
جشن نوروز به عنوان باستانی‌ترین جشن تمدن بشری در مجمع عمومی سازمان ملل متحد به ثبت رسیده‌است. بنابر مدارک تاریخی بدست آمده، در زمان هخامنشیان نمایندگانی از اقوام مختلف در شهر پارسه گرد می‌آمدند و این روز را جشن می‌گرفتند.

## رسوم عید نوروز
رسوم عید نوروز عبارتند از:
1. سفره هفت سین: در هنگام نوروز، در خانه‌ها سفره‌هایی تنظیم می‌شوند که به آن‌ها «سفره هفت سین» می‌گویند. این سفره‌ها شامل آیتم‌هایی مانند سبزه (سبزیجات تازه)، سنجد (مربای سنجد)، سماق (پودر سماق)، سیر (سیر تازه)، سیب (سیب تازه)، سنبل (گل سنبل) و سکه (سکه) می‌شوند. هر یک از این آیتم‌ها نمادی از خصوصیت‌ها و آرزوهای مردم در سال جدید هستند.
2. خانه‌تکانی: قبل از سال نو، درخانه‌ها برای استقبال از نوروز پاکسازی و تمیزکاری می‌شوند. این عمل شامل تمیز کردن اتاق‌ها، دفتر کار، کاشی‌ها و محوطه خانه است. این روزها معمول است که خانواده‌ها لباس‌های جدیدی به خصوص برای سال نو بخرند و خانه را با گل و گلدان‌های تزئینی تزیین کنند.
3. عیدی: در روز اول سال نو، بزرگ‌ترین رسم نوروز، عیدی دادن است. عیدی مبلغی پول یا هدایای کوچکی است که بزرگ‌ترین‌ها به کوچک‌ترین‌ها و عموماً از سوی بزرگسالان به کودکان و جوانان داده می‌شود. این رسم به عنوان نمادی از محبت، شادی و بخشش در جشن نوروز محسوب می‌شود و به کودکان شادابی در طول سال جدید می‌دهد.
4. دیدار و ملاقات با خانواده و دوستان: در جشن نوروز، خانواده‌ها و دوستان با یکدیگر دیدار و ملاقات می‌کنند. این روزها معمول است که مردم به خانه‌های یکدیگر سر بزنند، از خوبی‌ها و برکت‌های سال نو برخوردار شوند و همراه با هم به جشن و شادمانی بپردازند.
5. سفر و گردش: در دوران عید نوروز، بسیاری از افراد سفر و گردش به مناطق دیگر ایران را برنامه‌ریزی می‌کنند. این سفرها علاوه بر تفریح و استراحت، به فرصتی برای دیدن مکان‌های تاریخی، طبیعت زیبا و لذت بردن از مراسم و رویدادهای محلی تبدیل می‌شوند.
6. بازی‌های سنتی: در جشن نوروز، بسیاری از بازی‌های سنتی و مرسوم مانند بازی با تخته نرد انجام می شود.

## مقدمات برگزاری
نوروز را در بیشتر کشورهای خاورمیانه، آسیای میانه، قفقاز، شبه قاره هند و بالکان جشن می‌گیرند از جمله در ایران، افغانستان، تاجیکستان، ترکمنستان، ترکیه، جمهوری آذربایجان، قرقیزستان، قزاقستان، ازبکستان، پاکستان و کردستان عراق.
جغرافیای پهناور جشن نوروز و همزمانی آن با بهار طبیعت در نیمکرهٔ شمالی و پیشینهٔ باستانی آن و تأکید این جشن بر نوع‌دوستی و مهرورزی در میان جهانیان، باعث توجه سازمان ملل و دیگر کشورها به نوروز شد.
جشن نوروز با همکاری سه کشور فارسی‌زبان ایران، افغانستان و تاجیکستان در نوروز ۱۳۸۷ در شهر دوشنبه و در نوروز ۱۳۸۸ در مزار شریف برگزار شد.
در ۸ مهر ۱۳۸۸ خورشیدی، نوروز توسط سازمان علمی و فرهنگی سازمان ملل متحد (یونسکو)، به عنوان میراث جهانی، به ثبت جهانی رسید؛ و بنا به پیشنهاد جمهوری آذربایجان، مجمع عمومی سازمان ملل در نشست ۴ اسفند ۱۳۸۸، ۲۱ ماه مارس را به‌عنوان روز جهانی عید نوروز، با ریشهٔ ایرانی به‌رسمیت شناخت و آن را در تقویم خود جای داد. در متن به تصویب رسیده در مجمع عمومی سازمان ملل، نوروز، جشنی با ریشه ایرانی که قدمتی بیش از سه هزار سال دارد و امروزه بیش از ۳۰۰ میلیون نفر آن را جشن می‌گیرند.

## نخستین دوره
نخستین دوره «جشن جهانی نوروز» در روز ۷ فروردین ۱۳۸۹ در تهران برگزار شد. در این جشن، روسای جمهور ایران، افغانستان، تاجیکستان، ترکمنستان و عراق؛ وزیر امور خارجهٔ جمهوری آذربایجان و معاون نخست‌وزیر ترکیه حضور داشتند. علاوه بر این سفیران کشورهای صاحب نوروز نیز در این همایش شرکت کردند.

## دومین دوره
دومین دورهٔ این جشن قرار بود در شیراز انجام شود که به دلیل مخالفت‌هایی انجام نشد. این دوره در ۷ فروردین ۱۳۹۰ در سعدآباد تهران برگزار شد. این نشست در مقر دبیرخانهٔ نوروز و در تهران تشکیل شد و قرار شد سند جشن جهانی نوروز تا افتتاحیهٔ دورهٔ بعد آماده شود.
در این جشن رئیسان جمهور ایران، تاجیکستان، عراق، افغانستان، ارمنستان و ترکمنستان، معاون اول، رئیس دفتر و مشاور ارشد رئیس‌جمهور ایران، رئیس مجلس پاکستان، معاون رئیس‌جمهور زنگبار، معاونین نخست وزیران ترکیه و آذربایجان، وزرای خارجه لبنان و عمان، وزیر بهداشت، رفاه و خانواده هند، وزیر فرهنگ قرقیزستان، معاون رئیس مجلس قزاقستان، دبیرکل سازمان اکو و سفیران ازبکستان و سنگاپور حضور داشتند.

### بخش هایی از بیانیهٔ دوره دوم
1. پاسداشت آداب و رسوم نوروزی
2. لازم است کشورهای حوزه تمدنی و فرهنگی نوروز در مناطق شبه قاره هند، آسیای مرکزی، قفقاز، خاورمیانه، بالکان، حوزه دریای سیاه و بخش‌هایی از آفریقا نسبت به ترویج و گسترش فرهنگ نوروزی اهتمام ورزند.

۳- ضمن حمایت مجدد از اقدام مجمع عمومی سازمان ملل متحد که منجر به تصویب قطعنامه ۲۵۳/۶۴/RES/A گردید.
1. ضمن قدردانی از اقدامات یونسکو در گرامیداشت نوروز، بهره‌برداری بیشتر و عمیق‌تر از ظرفیت‌های علمی و فرهنگی این نهاد بین‌المللی را در فراهم ساختن بستر فرهنگی لازم برای تقویت و تعمیق مناسبات ملت‌ها ضروری تلقی می‌کنند.
2. به منظور ایجاد انسجام در فعالیت‌های نوروزی، توافق می‌نمایند، «گروه فرهیختگان نوروز» با عضویت منتخبین کشورها اعم از ادبا، شعرا و عالمان کشورهای ذیربط تشکیل و نسبت به نهایی ساختن «سند جهانی نوروز» اقدام و آن را به نشست افتتاحیه جشن سوم جهانی نوروز ارائه نمایند.
3. از سازمان همکاری اقتصادی (اکو) و نیز مؤسسه فرهنگی آن سازمان درخواست می‌گردد همه ساله گزارش اقدامات خود را در خصوص اجرای طرح‌های فرهنگی، علمی و آموزشی به اجلاس جشن جهانی نوروز ارائه نمایند.

۷- از دولت جمهوری اسلامی ایران به خاطر اختصاص مکانی برای استقرار مقر دبیرخانه نوروز در تهران و تأمین هزینه‌های اولیه آن قدردانی می‌گردد.

## دوره سوم
به پیشنهاد امامعلی رحمان رئیس‌جمهور تاجیکستان مقرر شده‌است مراسم سومین جشن جهانی نوروز در فروردین ۱۳۹۱ در این کشور برگزار شود.
در این جشن محمود احمدی نژاد با عنوان رئیس جمهور ایران شرکت کرد.

## دوره چهارم

کابل پایتخت افغانستان در ۷ فروردین (حمل) ۱۳۹۳ خورشیدی، میزبان 'جشن جهانی نوروز' ۱۳۹۳ بود.
حامد کرزی، رئیس‌جمهور وقت افغانستان در ارگ ریاست‌جمهوری در کابل، از حسن روحانی، امام‌علی رحمان و ممنون حسین، روسای جمهور ایران، تاجیکستان و پاکستان، به همراه مقام‌های ارشد دیگر کشورهای حوزه جغرافیایی نوروز میزبانی کرد.
دولت افغانستان بدین مناسبت در منتهی به بهار ۹۳ پروژه‌ای را برای اعمار و بازسازی بخشی از منطقه تفریحی پغمان در غرب کابل شروع کرد و این پروژه تا پیش از شروع جشن آماده شد. اما به دلیل نگرانی‌های امنیتی، در روزهای آخر تصمیم گرفته شد که جشن جهانی نوروز در کاخ ریاست‌جمهوری افغانستان برگزار شود.

## توقف جشن جهانی نوروز
بعد از آخرین جشنی که در افغانستان برگزار شد این مراسم بنا به دلایل نامعلوم متوقف شد. 